# La maledicció de Hill House
La maledicció de Hill House és una novel·la de terror gòtic escrita per l'autora estatunidenca Shirley Jackson i publicada d'any 1959. L'obra va tenir una gran acollida per part dels lectors de l'època i va ser ràpidament adaptada al cinema per Robert Wise. The Haunting, estrenada l'any 1963, es considera avui dia una pel·lícula clàssica per dret propi.

## Sinopsi
La premissa bàsica de l'obra és senzilla. El doctor Montague, un acadèmic amb la intenció de demostrar l'existència d'éssers paranormals, lloga una mansió amb reputació sobrenatural a una zona rural de Nova Anglaterra i convida diverses persones amb habilitats psíquiques a passar l'estiu amb ell. Únicament respondran a la seva trucada dues persones:Theodora i Eleanor Vance. Luke Sanderson, l'hereu de Hill House, també hi va com a representant de la família propietària de la casa.
La casa és mantinguda per una taciturna parella local, el senyor i la senyora Dudley, els quals rebutgen quedar-se en Hill House en caure la nit. Els visitants de seguida estableixen vincles entre ells i comença a entreveure's que Hill House està exercint una influència perillosa en Eleanor.

## Recepció i crítica
Els crítics encara avui debaten el significat del text i de la naturalesa específica de la maledicció de Hill House. A la novel·la, deliberadament, no s'aclareix si realment la mansió està encantada o tot és conseqüència del poder d'Eleanor.
La maledicció de Hill House va néixer també per l'interès que va tenir la Shirley Jackson tota la seva vida per l'arquitectura. Jackson, però, estava més interessada en les dinàmiques que s'establien entre els investigadors de les cases encantades que en les cases per elles mateixes.
En aquesta obra es troben els temes principals que apareixen a la narrativa de la Shirley Jackson; els temes relatius a allò domèstic, la maternitat conflictiva, la inestabilitat identitària i la ràbia femenina són una constant a la ficció de Jackson. És habitual que les seves històries girin al voltant de joves amb trastorns mentals greus.
L'encasellament de l'obra de Shirley Jackson en simples històries de terror és injust amb la manera mestra amb la que Jackson fa servir els tropos bàsics del suspens per explorar les profunditats de la condició humana. Inclús l'encantament de Hill House queda sense resoldre's a propòsit. La majoria dels crítics assumeixen que les manifestacions sobrenaturals que es donen en Hill House estan produïdes pel poder psíquic latent en Eleanor que s'activa subconscientment en moments d'extrema tensió emocional.

## Personatges

### Eleanor Vance
L'Eleanor Vance és el personatge amb més pes a la novel·la. Té trenta-un anys quan rep la invitació del doctor Montague per acudir a Hill House. Conviu amb la seva germana i la seva família, als quals odia. És paradoxal el fet que Eleanor vol sentir que té una família i, a la vegada, rebutja els seus propis familiars. Ha perdut l'oportunitat de formar una família i desenvolupar una carrera professional. Sent una gran frustració perquè mai no ha pogut viure la seva vida com una adulta independent. Ha estat la cuidadora de la seva mare malalta durant onze anys i això l'ha convertida en una persona tímida i reservada.
El doctor Montague la convida a la casa encantada perquè de petita Eleanor va estar involucrada en un succés paranormal. Quan el seu pare va morir van ploure pedres sobre la casa dels Vance durant dos dies. La força mental d'Eleanor en podria haver estat la responsable; ella i la seva germana es van atribuir la culpa mútuament. Nellie (diminutiu amb al que li diuen), per tant, té un gran poder telecinètic.
En arribar a la casa, el majordom, el senyor Dudley, la rep de manera hostil. El primer impuls que sent es el de marxar però, a mesura que va avançant la històrica, descobreix que el que vol fer és quedar-se per sempre. Està desitjosa per trobar un lloc en el que l'estimin i en el que senti que hi pertany.
Eleanor aprofita l'ocasió per fer totes aquelles coses que mai no havia pogut fer, són petits actes de rebel·lia.
És el personatge a qui més afectarà la influència de la casa. La pròpia casa no para de demanar a Eleanor de diferents maneres, per exemple, quan apareix un missatge a la paret que diu “AJUDA ELEANOR A VENIR A CASA”. Existeix una certa reciprocitat entre la casa i Eleanor, es necessiten mútuament.
Un dels fenòmens més estranys que viuen estant a Hill House consisteix en el fet que, durant la nit, comencen a sentir cops per la casa que poc a poc es van apropant a la cambra en què els protagonistes es troben. Al final de la novel·la se sap que la mare d'Eleanor va morir perquè una nit, en donar cops per a que la seva filla li portés la medicina, ella no es va despertar. Eleanor viu amb aquesta culpabilitat i podria ser ella mateixa qui provoqués els cops que senten a la casa, ja que els dos fenòmens s'assemblen i se sap que Nellie té una gran influència telecinètica.
Eleanor és egoista i canviant. És una persona que ha hagut de reprimir-se tota la vida; de fet, es deixa entreveure en un par d'ocasions que es verge. La repressió sexual i el control de la seva vida per part de la seva família han donat com a resultat a una persona insegura i que necessita atenció. És la persona a qui Hill House pot influenciar més.
Més que els fantasmes, és Eleanor qui mereix ser el focus d'atenció ja que tota la història és narrada a través de la seva psique. Mitjançant la immersió en els seus pensaments, es fa evident que el desig contingut i la culpa que sent a causa de la mort de la seva mare l'han portada a un gradual descens cap a la bogeria. És la maledicció de la consciència d'Eleanor la que contribueix al seu suïcidi final.

### Theodora
Theodora és una persona molt diferent a Eleanor. Per a ella el deure i la culpa són sentiments que li són totalment aliens. És Theodora sense més, no s'esmenta el seu cognom en cap moment. El personatge de Theodora funciona perfectament com a contraposició d'Eleanor (és una dona més segura d'ella mateixa, experimentada i sense canvis d'opinió). És una persona molt sarcàstica que afronta amb ironia totes les situacions que els toca viure a la mansió encantada.
Eleanor, en conèixer Theodora, pensa que aquesta és encantadora. En un primer moment les dues dones tenen molt bona sintonia però la relació anirà canviant al llarg de la història. En certs moments Eleanor sent animadversió cap a Theodora; una animadversió que ella percep i fa que tracti Nellie de la mateixa manera.
En determinats moments fa l'efecte de que entre Theodora i Eleanor hi ha alguna cosa més que una amistat però Eleanor també necessita l'atenció d'en Luke.

### Senyora Montague
La senyora Montague és l'última que arriba a Hill House. Des del primer moment es mostra com una dona severa i ferma. És una mèdium, es comunica amb els fantasmes mitjançant una planchette. Creu que els esperits sempre són bondadosos; si espanten algú es perquè no aconsegueix entendre'ls. La seva presència fa que el seu marit, el doctor Montague, se senti incòmode.

### Senyora Dudley
És l'encarregada de tenir curar de Hill House durant l'any amb el seu marit. Prepara el dinar als habitants de la casa i té uns horaris estrictes que no està disposada a saltar-se. Ella i el seu marit marxen quan es fa de nit i no tornen fins que es de dia. La senyora Dudley es mostra freda i distant en tot moment amb els convidats.